# Kargilik
| Uigurische Bezeichnung          | Uigurische Bezeichnung |
| ------------------------------- | ---------------------- |
| Arabisch-Persisch (Kona Yeziⱪ): | قاغىلىق ناھىيىسى       |
| Lateinisch (Yengi Yeziⱪ):       | Ⱪaƣiliⱪ naⱨiyisi       |
| Kyrillisch (Sowjetunion):       | Қа(р)ғилиқ наһийиси    |
| offizielle Schreibweise (VRCh): | Kargilik               |
| Chinesische Bezeichnung         |                        |
| Kurzzeichen:                    | 叶城县                 |
| Langzeichen:                    | 葉城縣                 |
| Umschrift in Pinyin:            | Yèchéng Xiàn           |

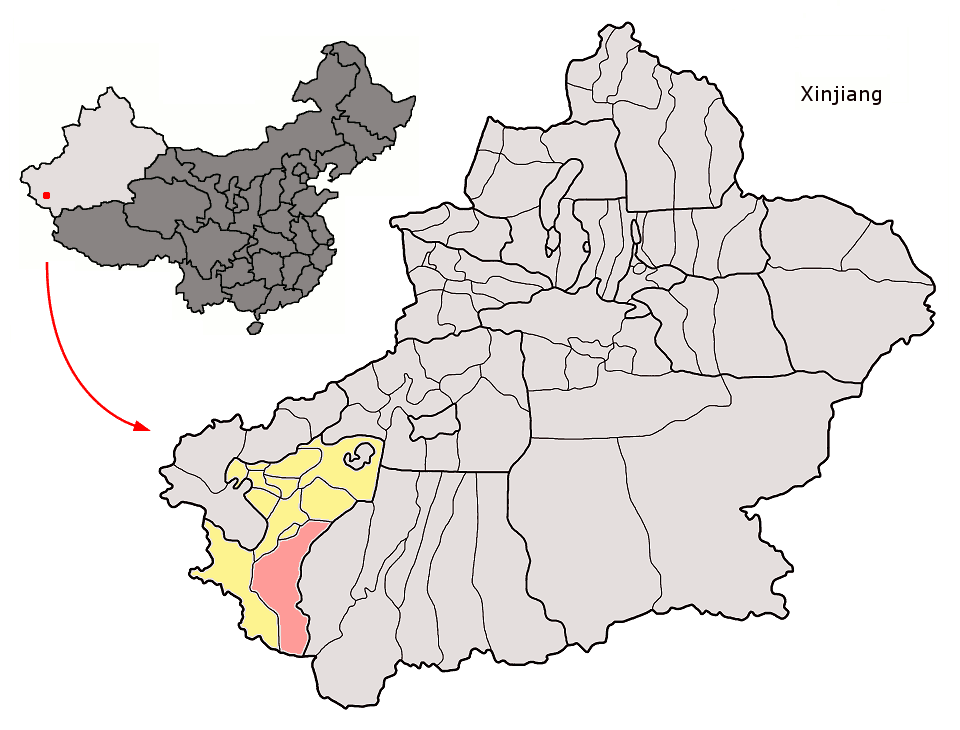
Lage von Kargilik (rosa) im Regierungsbezirk Kaschgar (gelb)

Kargilik ist ein Kreis in Xinjiang in der Volksrepublik China. Er gehört zum Verwaltungsgebiet des Regierungsbezirks Kaschgar. Er hat eine Fläche von 28.929 km² und zählt 454.328 Einwohner (Stand: Zensus 2010). Sein Hauptort ist die Großgemeinde Kargilik (喀格勒克镇).

## Administrative Gliederung
Auf Gemeindeebene setzt sich Kargilik aus drei Großgemeinden und 17 Gemeinden zusammen. Diese sind:
- Großgemeinde Kargilik (喀格勒克镇);
- Großgemeinde Qarbag (恰尔巴格镇);
- Großgemeinde Uxxakbax (乌夏克巴什镇);
- Gemeinde Lok (洛克乡);
- Gemeinde Bexerik (伯西热克乡);
- Gemeinde Tetir (铁提乡);
- Gemeinde Qasameqit (恰萨美其特乡);
- Gemeinde Togiqi (吐古其乡);
- Gemeinde Janggiliaski (江格勒斯乡);
- Gemeinde Jayterak (加依提勒克乡);
- Gemeinde Barin (巴仁乡);
- Gemeinde Gojaerik (乌吉热克乡);
- Gemeinde Xahap (夏合甫乡);
- Gemeinde Yilkiqi (依力克其乡);
- Gemeinde Yitimlikum (依提木孔乡);
- Gemeinde Zunglang (宗朗乡);
- Gemeinde Kokyar (柯克亚乡);
- Gemeinde Xihxu (西合休乡);
- Gemeinde Qipan (棋盘乡);
- Gemeinde Saybak (萨依巴格乡).

Im Verwaltungsgebiet Kargiliks liegen außerdem neun Staatsfarmen, Staatsforste, Staatsweiden und Zuchtstationen.